# Лесковачко електрично друштво
Лесковачко електрично друштво а.д. основано је 1902. године за потребе производње и продаје електричне енергије у Лесковцу и његовој околини и протоколисано код лесковачког првостепеног суда. Било је то акционарско друштво са безименим акцијама које су гласиле на доносиоца.
Потребе Лесковца и околине за електричном енергијом почетком ХХ века износиле су око 250 киловата, те су монтиране две турбине на Вучјанки. Тиме је створена хидроцентрала која је задовољавала потребе до 1921. године, када је додат један дизел мотор као додатни извор енергије. Повећањем броја потрошача струје у Лесковцу, расте и потреба за овом врстом енергије, те су године 1928. и 1931. проширене калорична централа у Лесковцу и хидроцентрала у Вучју. Реконструисан је и далековод Вучје-Лесковац.
Године 1930. први пут се појављују Швеђани као акционари и бирани су за чланове Управног одбора. Исте године је Друштво купило електричну централу у Приштини, коју је водило као своју филијалу под називом "Лесковачко електрично друштво, Електрана Приштина". Тако је Друштво имало једну хидроцентралу и две калоричне централе, у Лесковцу и Приштини. Хидроцентрала у Вучју и калорична централа  у Лесковцу задовољавале су потребе за електричном енергијом. Лесковачко електрично друштво је радило 24 часа, са осмочасовним радним временом. У Лесковцу и Вучју Друштво је запошљавало 30 радника.

## Занимљивост
На дан 31. децембра 1928. године Друштво је имало активу од 14 107 904 динара и толику пасиву са капиталом од 4 милиона динара, фондовима од 1 811 566 динара, повериоцима од 7 691 808 динара, разном пасивом од 4530 динара и добити од 600 000 динара. Друштво је припадало Лесковачкој централној банци.